# フランス・オスマン同盟

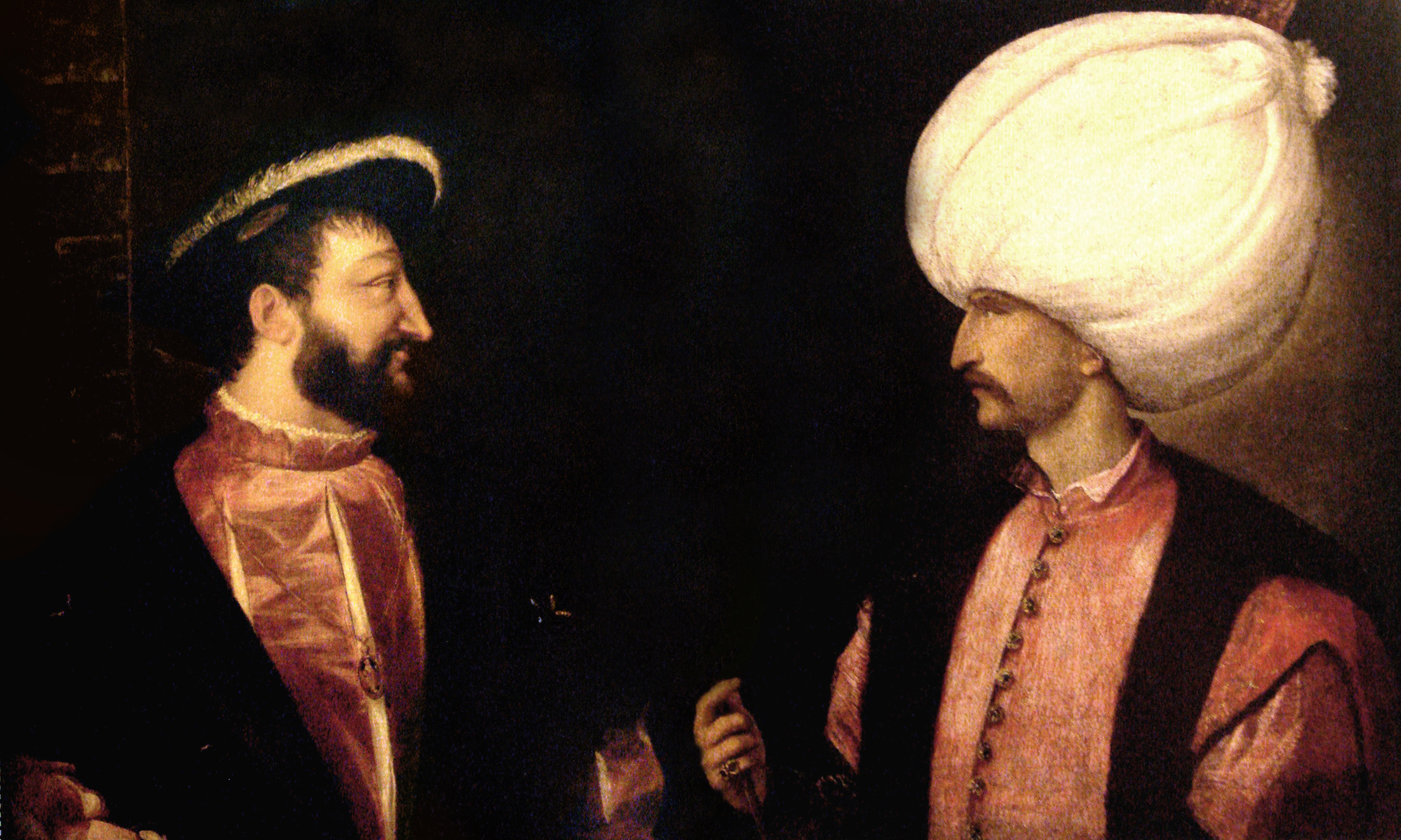
フランシスコ1世（左）とスレイマン1世（右）はオスマン・フランコ同盟を結んだ。ティツィアーノ・ヴェチェッリオが1530年頃に描いた2枚の絵を合成したもの。

フランス・オスマン同盟（フランス・オスマンどうめい、フランス語: Alliance franco-ottomane、トルコ語: Fransa-Osmanlı ittifakı、英語: The Franco-Ottoman alliance）は1536年に神聖ローマ帝国に対抗するため、ヴァロワ朝フランス国王フランソワ1世とオスマン帝国スルタンスレイマン1世の間で結ばれた同盟である。仏土同盟とも。
この同盟を締結した為、オスマン帝国はフランスに通商・居住の自由、租税免除、身体・財産・企業の安全などを保障するカピチュレーションを認めた。
しかし正確にはフランス使節がオスマン帝国大宰相と合意した条約案であるとされているが、この同盟を結んでカピチュレーションを認めたことによって、フランス以外の諸外国からもカピチュレーションを要求され、オスマン帝国の衰退を招くこととなった。

## 背景

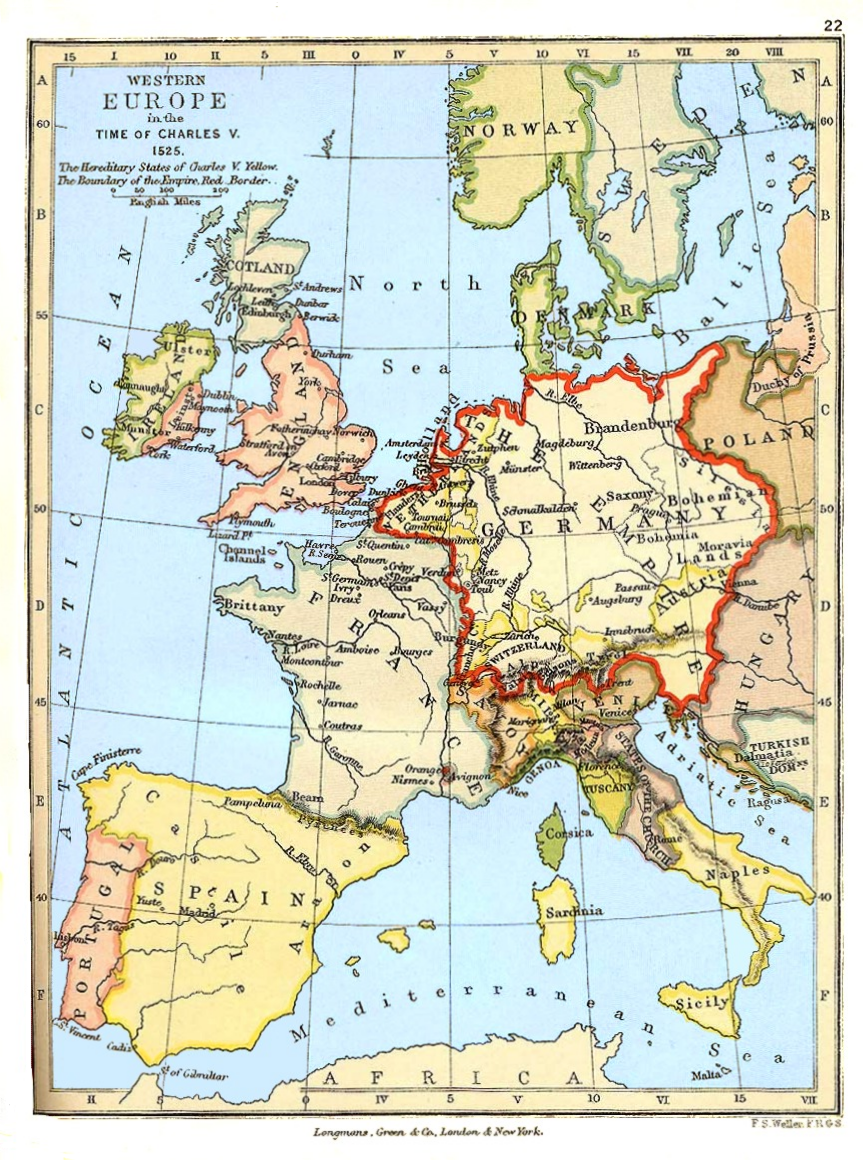
1525年、パヴィアの戦いの後の西ヨーロッパ。黄色の領土はシャルルが統治。赤の境界線内は神聖ローマ帝国の領土で、シャルルが部分的に支配していた。フランスは西側で圧力を受け、オスマン帝国は神聖ローマ帝国の東側で拡大した。

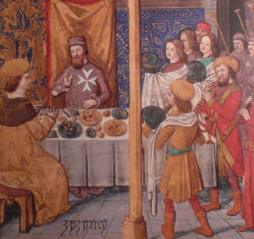
オスマン帝国の王子ジェム・スルタンとピエール・ドービュッソン、ブルガヌフにて、1483-1489年。

### フランスとオスマン帝国が同盟を結んだ原因
16世紀初頭、フランスのフランソワ1世はイタリアの支配権を巡ってハプスブルク家率いる神聖ローマ帝国のカール5世と対立を深めていた。しかし1525年にはパヴィアの戦いで大敗を喫してしまいフランソワ1世が捕虜にされるなどして悩んだ末、神聖ローマ帝国の東に位置するオスマン帝国と共に神聖ローマ帝国を挟み撃ちにするべきだと考え、同盟締結に至った。
オスマン帝国はカール5世率いる神聖ローマ帝国およびスペイン王国に対抗するためこの同盟締結に至った。

### イタリア戦争の終結
そして1494年からイタリアの支配権を巡って神聖ローマ帝国とフランス・オスマン帝国側に分かれて、ヴェネツィア共和国、西ヨーロッパのほとんどの国（イングランド、スコットランド）などが戦ったイタリア戦争はカトー・カンブレジ条約で終わりを告げた。

### カトー・カンブレジ条約の内容
フランスはイタリアへの権利を放棄した。戦争に中立であったジェノヴァ共和国のコルシカ島にフランス・オスマン軍が占領していたのを返還させた。
そしてミラノ・ナポリ・シチリア・サルデーニャ・トスカーナ西南岸がハプスブルク家の統治下となった。代わりにフランスはロレーヌを譲り受けた。ロレーヌにはカルヴァンの生地ノワイヨンが含まれた。
イングランドはフランスにカレーを返還し、両国国境はドーバー海峡で確定した。
また、フィレンツェ公国のメディチ家はシエーナ共和国を獲得した。
メディチ家が登場する背景は締結後、数世紀の世界情勢まで決定してしまった。 
ルクセンブルク家のドイツ・イタリア政策がメディチ家台頭へつながって、このスペイン・ドイツ・イタリア連合がイタリア戦争と宗教改革を並行させていた。1555年アウクスブルクの和議でカルヴァン派が否定された。翌年、カルヴァン派市民のいるネーデルラントがスペイン領となった。そして1559年にカトー・カンブレジ条約が成った。ほどなく、フランス内でカトリーヌ・ド・メディチがユグノー戦争の主因となった。
1559年の和平を機会にフランス王女マルグリットと結婚したサヴォイア家のエマヌエーレ・フィリベルトは、7人の有力市民にコンパーニア・ディ・サンパオロという銀行をつくらせた。この銀行は対抗宗教改革を目的に設立され、1653年には息子カルロ・エマヌエーレ1世の庇護を受けてモンテ・ディ・ピエタをつくった。ハンブローズ銀行（現ソシエテ・ジェネラル）の会長だったチャールズ男爵が重役に入って、もう一つの宗教事業協会と呼ばれながら現代も活躍している。

## フランソワ1世とスレイマンの同盟

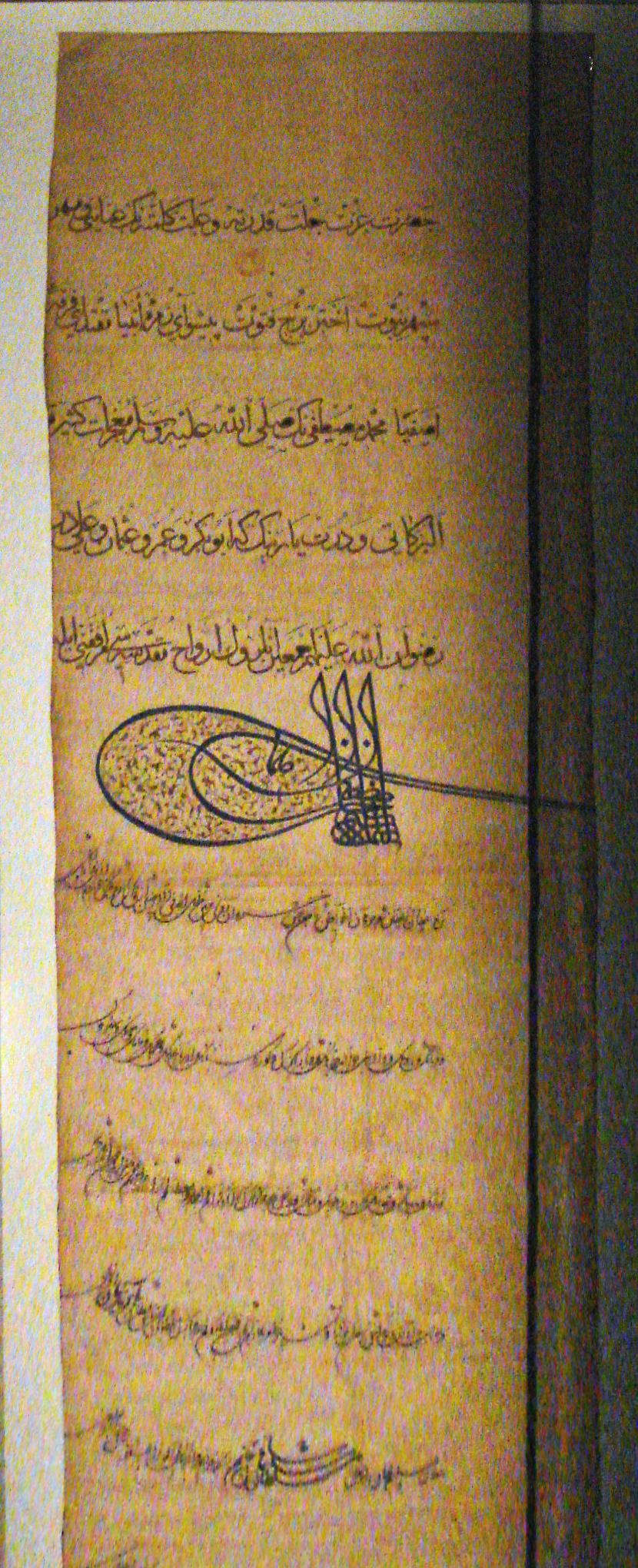
1526年に、スレイマン1世からフランソワ1世に初めて送られた手紙。

## クリミア戦争とシリア

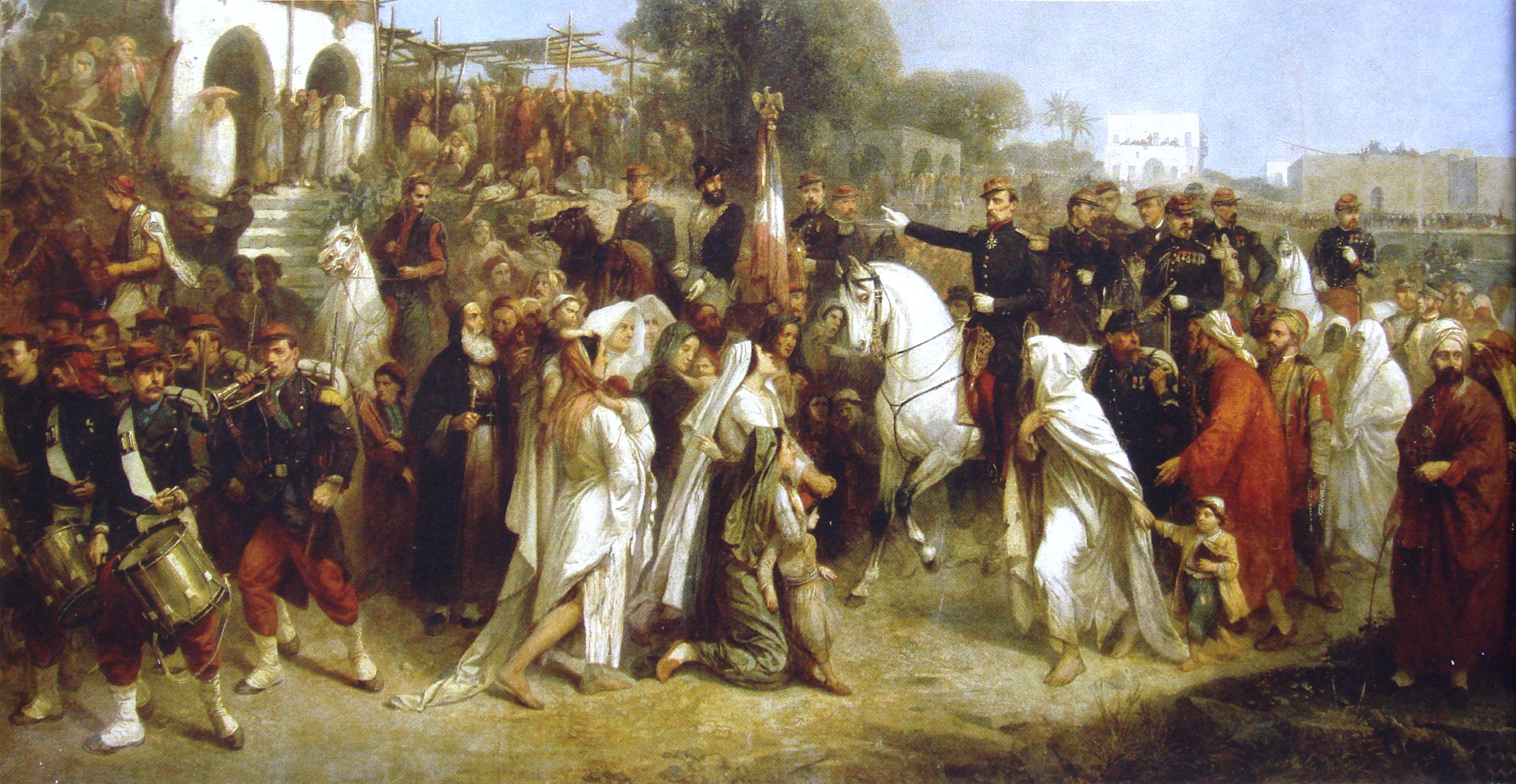
ボーフォール・ドートプール将軍率いるフランスのシリア遠征隊は、1860年8月16日にベイルートに上陸